# Три пика Йоркшира
Три пика Йоркшира (англ. Yorkshire Three Peaks) — три горы в Северной Англии — Уэрнсайд (736 м), Инглборо (724 м) и Пен-и-Гент (694 м). Являются частью Пеннинских гор. Сложены в основном известняками и песчаниками.
В окрестностях Трёх пиков Йоркшира берёт начало река Риббл.

## Геология
Горы сложены в основном известняками и песчаниками. Инглборо и Пен-и-Гент имеют ступенчатый вид вследствие выветривания и эрозии. В известняковых пластах имеются обширные сети пещер, например, White Scar Caves, привлекающие спелеологов со всей страны.
Территория, на которой расположены Три пика Йоркшира, входит в состав национального парка Йоркшир-Дейлс. По территории проходит туристический пешеходный маршрут Three Peaks Walks, протяжённостью около 39 км.